# Ɍ
R con trazo (Ɍ, ɍ) es una letra del alfabeto latino extendido que deriva de una R con la adición de una barra transversal. No debe confundirse con ℞, un símbolo utilizado para recetas médicas.

## Uso
Se utiliza en el idioma kanuri y en la transliteración del árabe tunecino, basada en el alfabeto maltés con letras adicionales.
Se usa también como símbolo monetario de la moneda social Recurso Económico Ciudadano (REC) introducida por el ayuntamiento de Barcelona en 2018 para promover el comercio de proximidad.

## Codificación digital
El código Unicode de la Ɍ en mayúscula es U+024C mientras la ɍ minúscula es U+024D.
| Carácter      | Ɍ                                  | Ɍ                                  | ɍ                                | ɍ                                |
| ------------- | ---------------------------------- | ---------------------------------- | -------------------------------- | -------------------------------- |
| Unicode       | LATIN CAPITAL LETTER R WITH STROKE | LATIN CAPITAL LETTER R WITH STROKE | LATIN SMALL LETTER R WITH STROKE | LATIN SMALL LETTER R WITH STROKE |
| Codificación  | decimal                            | hex                                | decimal                          | hex                              |
| Unicode       | 588                                | U+024C                             | 589                              | U+024D                           |
| UTF-8         | 201 140                            | C9 8C                              | 201 141                          | C9 8D                            |
| Ref. numérica | &#588;                             | &#x24C;                            | &#589;                           | &#x24D;                          |